# 阿方索·佩雷斯 (拳击运动员)
阿方索·佩雷斯（西班牙語：Alfonso Pérez，1949年1月16日—），哥伦比亚男子拳击运动员。他曾代表哥伦比亚参加1972年夏季奥林匹克运动会拳击比赛，获得一枚铜牌。他也曾参加1971年泛美运动会。